# 布龙沃
布龙沃（法語：Bronvaux，法語發音：[bʁɔ̃vo]；洛林语：Buchflet）是法国摩泽尔省的一个市镇，属于梅斯区。

## 地理
布龙沃（49°11'48"N, 6°5'16"E）面积1.57 平方千米，位于法国大東部大區摩泽尔省，该省份为法国东北部内陆省份，是洛林的一部分，西南接默尔特-摩泽尔省，东临下莱茵省，北与卢森堡和德国接壤。
与布龙沃接壤的市镇（或旧市镇、城区）包括：费沃、马朗日-锡尔旺日、龙库尔。

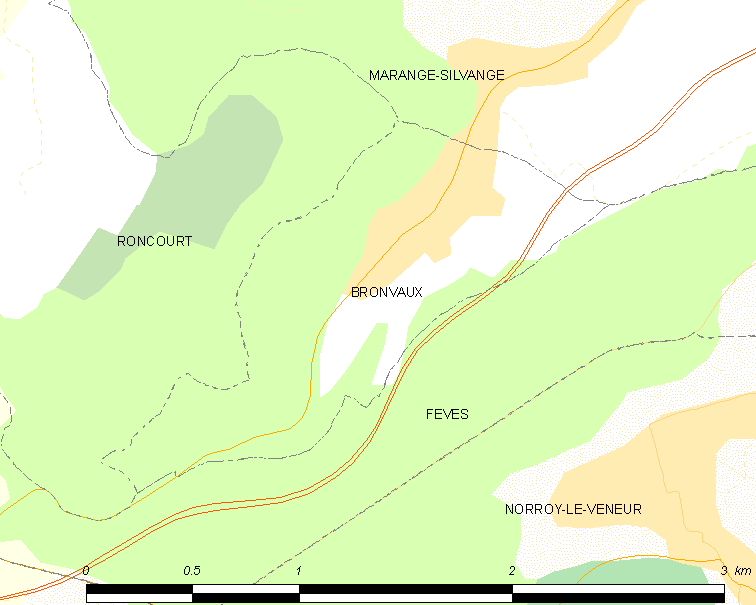
布龙沃的OSM定位图

布龙沃的时区为UTC+01:00、UTC+02:00（夏令时）。

## 行政
布龙沃的邮政编码为57535，INSEE市镇编码为57111。

## 政治
布龙沃所属的省级选区为龙巴县。

## 人口

1962-2008年间布龙沃人口变化图示

布龙沃于2022年1月1日时的人口数量为504人。